# 11725 Victoriahsu
11725 Victoriahsu eller 1998 HM146 är en asteroid i huvudbältet som upptäcktes den 21 april 1998 av LINEAR i Socorro County, New Mexico. Den är uppkallad efter Victoria Hsu.
Asteroiden har en diameter på ungefär 4 kilometer.